# قيس أشفق
قيس أشفق (بالإنجليزية: Qais Ashfaq) (مواليد 10 مارس 1993) هو ملاكم من المملكة المتحدة، مثّل بلاده في الألعاب الأولمبية الصيفية 2016.

## روابط خارجية
قيس أشفق على موقع بوكس ريك (الإنجليزية) (registration required)
- قيس أشفق على موقع اللجنة الأولمبية الدولية (الإنجليزية)
- قيس أشفق على موقع أوليمبيديا (الإنجليزية)
- قيس أشفق على موقع اللجنة الأولمبية البريطانية (الإنجليزية)
- قيس أشفق على موقع اتحاد ألعاب الكومنولث (مؤرشف) (الإنجليزية)